# Tomás Luis de Victoria

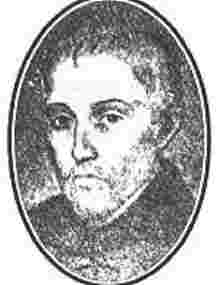
Tomás Luis de Victoria

Tomás Luis de Victoria, auch da Vittoria (* um 1548 in oder bei Ávila, Königreich Kastilien; † 27. August 1611 in Madrid; lateinisch Thomas Ludovicus a Victoria Abulensis) war ein spanischer Komponist der Renaissance.
Er gilt als einer der bedeutendsten Komponisten Spaniens seiner Zeit (neben Francisco Guerrero und Cristóbal de Morales). Er verfasste zahlreiche Vokalwerke der liturgischen Kirchenmusik, darunter das berühmte Officium Hebdomadae Sanctae, eine Sammlung geistlicher Gesänge für die Karwoche.

## Leben
Victoria wurde als siebtes Kind des Francisco Luis de Victoria und der Francisca Suárez de la Concha geboren. Sein Vater war Tuchhändler und starb früh. Danach wurde Tomás in die Obhut seines Onkels Juan Luis gegeben, der Pfarrer in der Nähe von Ávila war und für eine solide Gesangs- und Schulbildung des Jungen in der Kathedrale von Ávila und dem örtlichen Jesuitengymnasium sorgte. Um das Jahr 1565 ging Tomás als Stipendiat von König Philipp II. nach Rom, wo er das Collegium Germanicum absolvierte, das Priesterseminar der Jesuiten. Im Jahr 1571 übernahm er als moderator musicae die Leitung der Kapelle des Collegiums als Nachfolger von Palestrina. Um 1585 publizierte Victoria in Rom eine Sammlung musikalischer Werke, die auch das Officium Sanctae Hebdomadae enthält, und kehrte im selben Jahr nach Spanien zurück, wo er als persönlicher Kaplan der verwitweten Kaiserin Maria gleichzeitig Leiter der Kapelle des kaiserlichen Klosters de las Descalzas Reales de Santa Clara (Kloster der barfüßigen Clarissen) wurde. Dort verfasste er – seinem eigenen Wunsch entsprechend – nur noch wenige Werke, von denen das 1605 veröffentlichte Officium defunctorum zu den bekanntesten zählt. Komponiert hatte es Victoria zwei Jahre zuvor anlässlich des Todes von Kaiserin Maria.
Tomás Luis de Victoria starb im Jahr 1611, und er war bis zuletzt Konventorganist des Klosters. Seit 1961 trägt das Felsenkliff Vittoria Buttress auf der Alexander-I.-Insel seinen Namen.

## Musikalisches Schaffen
Das musikalische Werk von Victoria ist am besten aus dessen Wirken als Priester und seiner tiefen Glaubenskraft zu verstehen, da er, wie es dem Geist der Zeit entsprach, ausschließlich zu religiösen Anlässen komponiert hat. Das Konzil von Trient (1545–1563) hatte Verständlichkeit und Einfachheit der Kirchenmusik gefordert, und der junge Priester fühlte sich diesen Beschlüssen zutiefst verpflichtet. Aus den Komponisten der Römischen Schule ragt Victoria trotzdem als derjenige mit der stärksten expressiven Musik hervor.
Siehe auch: Die Reform der Kirchenmusik auf dem Konzil von Trient
Der Anlass für das Officium Sanctae Hebdomadae ist nicht genau bekannt. Im Unterschied zu zahlreichen Kompositionen von ihm selbst und auch seiner Zeit (wie der Missa Papae Marcelli von Palestrina) ist es keiner lebenden Persönlichkeit gewidmet gewesen. Das Werk enthält 37 Einzelgesänge zu den Tenebrae, die zu den bedeutenden Tagen der Karwoche (Palmsonntag, Gründonnerstag, Karfreitag und Karsamstag) jeweils ad matutinum, d. h. frühmorgens zu singen waren. Sie sind einer der Höhepunkte des mehrstimmigen (polyphonen) Figuralgesangs der Renaissance. Das Officium defunctorum hingegen entstand als Requiem für die verstorbene Kaiserin Maria, deren persönlicher geistlicher Beistand Victoria seit seiner Rückkehr nach Madrid gewesen war. Dieses Werk hat der Komponist als revidierte Fassung in der königlichen Druckerei in Madrid als letzte Veröffentlichung eigenhändig herausgegeben. Daneben entstanden zahlreiche Messen und Motetten, u. a. ein Miserere. Ebenso wie dies gehörten Victorias Passionen zum festen Repertoire des Chors der Sixtinischen Kapelle und wurden dort über dreihundert Jahre lang aufgeführt.

## Geschichtlicher Hintergrund
Victorias Lebzeiten waren von Reformation und Gegenreformation geprägt sowie von zahlreichen, teils heftigen Religionskriegen, Fanatismus und einer ungebrochenen Vorherrschaft der Kirche. Die Bildung des Komponisten selbst entsprach strenger Religiosität, denn sein Priesterseminar in Rom war als Zentrum antireformatorischer Kräfte konzipiert. Victoria hat aus seinem persönlichen Glauben und den geltenden Normen der Kirchenmusik eine Synthese geschaffen. Konzentriert und ausdrucksstark, kann sein Werk bis heute als ein Inbegriff liturgischer Musik gelten.